# 靈答應
靈答應（亦作令答應、凌答應），出身不詳，清朝康熙帝之大答應。

## 生平
目前並不清楚靈答應是在何時被康熙帝收為後宮主位。雍正三年三月，寧壽宮中已有「令答應」之名。雍正十三年，寧壽宮內被稱為答應的有「令答應、智答應、所內答應四十一人」，而另一份與之對應的宮廷檔案則寫出寧壽宮內有「大答應二人」，顯示靈答應即為大答應。乾隆十一年十月十六日辰時，奉安景陵妃園寢。